# 6370 Malpais
6370 Malpais este un asteroid din centura principală de asteroizi.

## Descriere
6370 Malpais este un asteroid din centura principală de asteroizi. A fost descoperit pe 9 martie 1984 la Stația Anderson Mesa de Brian A. Skiff. El prezintă o orbită caracterizată de o semiaxă mare de 2,37 ua, o excentricitate de 0,07 și o înclinație de 7,0° în raport cu ecliptica.